# ユー・ミー・アット・シックス
ユー・ミー・アット・シックス(You Me At Six)は、イギリスのサリー州ウェーブリッジで2004年に結成された5人組ロックバンドである。
2008年、 デビュー作 『Take Off Your Colours』でヒットし、 『Save It for the Bedroom』, 『Finders Keepers』(全英シングルチャート最高33位) 、『Kiss and Tell』(全英シングルチャート最高42位)の3枚のシングルをリリースした 。
2008年と2009年のKerrang! Awardsでは、Best British Bandにノミネートされた。
2010年、2枚目のアルバム『Hold Me Down』を発表し、全英アルバムチャートで最高5位となるヒットとなった。
2011年、3枚目のアルバム『Sinners Never Sleep』を発表し、全英アルバムチャートで最高3位となるヒットとなった。

## メンバー
現メンバー
- ジョシュ・フランチェスキー– リードボーカル (2004-)
- マックス・ヘライヤー– リズムギター,コーラス(2004-)
- クリス・ミラー– リードギター (2004-)
- マット・バーンズ– ベース (2004-)
- ダン・フリント– ドラム, パーカッション (2007-)

ツアーサポート
- ルーク・レンデル- ギター、コーラス

元メンバー
- ジョー・フィリップス –ドラム, パーカッション (2004–2007)

## ディスコグラフィー

### アルバム
| 2008                                      | Take Off Your Colours | - 発売日: 2008年10月6日 - レーベル: Slam Dunk - フォーマット: CD, LP, digital download - 全英売上: 10万枚    | 25 | —  | —  | — | —   | - UK: ゴールド |
| 2010                                      | Hold Me Down          | - 発売日: 2010年1月11日 - レーベル: Virgin - フォーマット: CD, digital download - 全英売上: 10万枚           | 5  | —  | 24 | 5 | —   | - UK: ゴールド |
| 2011                                      | Sinners Never Sleep   | - 発売日: 2011年10月3日 - レーベル: Virgin - フォーマット: CD, CD + DVD, digital download - 全英売上: 10万枚 | 3  | 28 | 39 | 2 | —   | - UK: ゴールド |
| 2014                                      | Cavalier Youth        | - 発売日: 2014年1月27日 - レーベル: BMG - フォーマット: CD, LP, digital download - 全英売上: 3.2万枚         | 1  | 14 | 27 | 1 | 124 | - UK: シルバー |
| 2017                                      | Night People          | - 発売日: 2017年1月6日 - レーベル: BMG - フォーマット: CD, LP, cassette, digital download                    | 3  | 20 | —  | 3 | —   |                |
| "—"は未発売またはチャート圏外を意味する。 |                       | |    |    |    |   |     |                |